# 西ヶ峯
西ヶ峯（にしがみね）は、徳島県海部郡海陽町にある山である。標高は924.2m。「海部富士」と称されている。

## 地理
海部富士の異名をもつ。海部川の支流である相川と野根川に挟まれる山。旧海南町と旧宍喰町の境界をなす。笹無谷川の源流をなしており、ほぼ全山にわたってスギ・ヒノキの人工林となっている。イノシシや野生のシカが生息する。
笹無谷は海部刀と呼ばれる実戦用の刀剣の発祥地で、谷の入り口に記念碑が建っている。またこの谷はイタドリの群生地でもある。登山道は笹無谷をつめて登る。